# Miles Dempsey
General Sir Miles Christopher Dempsey, GBE, KCB, DSO, MC (15. december 1896 – 5. juni 1969) var øverstkommanderende for den 2. britiske armé under landgangen i Normandiet på D-dag under 2. verdenskrig. Han var en karrieresoldat, som skabte sit ry i aktiv tjeneste.  

## Familie baggrund
Miles Dempsey var en direkte efterkommer efter O'Dempseys of Clanmalier familien, en aristokratisk gælisk adelsfamilie som kan spore deres rødder tilbage til det 2. århundredes Irland. Hans forfar flygtede fra Irland efter konfiskationerne i slutningen af det 17. århundrede.  
Dempseys far var A.F. Dempsey fra Hoylake, Cheshire. I 1948 giftede han sig med Viola, den yngste datter af kaptajn Percy O'Reilly fra Colamber, County Westmeath, Irland. De boede i "The Old Vicarage", Greenham, Newbury, Berkshire og senere i "Coombe House", Yattendon, Berkshire. Dempsey blev uddannet på Shrewsbury School og Royal Military College, Sandhurst.

## 1. Verdenskrig og mellemkrigsårene
Efter at have taget eksamen fra Sandhurst Military Academy i 1915 kom Dempsey til Royal Berkshire Regiment. Han gjorde tjeneste på Vestfronten i France under 1. Verdenskrig hvor han fik Military Cross for tapperhed.

## 2. Verdenskrig
Han blev i hæren og ved begyndelsen på 2. verdenskrig havde han opnået rang af oberstløjtnant og ledede den 13. infanteribrigade i British Expeditionary Force i Frankrig. Sammen med andre allierede enheder blev hans brigade tvunget tilbage til Dunkerque hvor den udgjorde en del af bagtroppen under evakueringen. For sin andel i evakueringen blev Dempsey tildelt Distinguished Service Order.
I december 1942 blev han forfremmet til generalløjtnant og ledede 13. korps i 8. arme under Felttoget i Nordafrika. Han hjalp senere med til at planlægge den allierede invasion af Sicilien i 1943. Senere ledede Dempsey invasionen i Italien over Messinastrædet, hvor hans tropper trængte over 500 km nordpå inden de kom i forbindelse med de amerikanske tropper ved Salerno.
I Nordafrika, Sicilien og Italien havde Dempsey opnået ry for sin ekspertise i at gennemføre kombinerede operationer, der involverede forskellige værn. Det fik Bernard Montgomery, hans chef i Nordafrika og Sicilien til at udvælge ham til at lede 2. britiske armé i januar 1944. 2. armé var den britiske hovedstyrke (selv om den også omfattede mange canadiske og polske soldater), der var involveret i landgangen på D-dag med vellykkede angreb på Gold, Juno og Sword Beach. 
De vellykkede angreb blev fulgt af et udmattelsesslag hvorunder de britisk-canadiske styrker blev generet af et beslutsomt tysk forsvar. Dette førte imidlertid til, at de tyske enheder fortrinsvis blev indsat og nedslidt på den britiske front, hvilket gav mulighed for et udbrud fra brohovedet på den amerikanske del af fronten. 2. britiske armé rykkede herefter hurtigt gennem Nordfrankrig og ind i Belgien, hvor den befriede Bruxelles og Antwerpen i september 1944. 
Rhinen blev krydset den 23. marts 1945, og i maj erobrede Dempseys mænd Bremen, Hamburg og Kiel.
Miles Dempsey blev anset for at være en yderst kompetent officer. Han udøvede en meget effektiv kontrol over 2. armé uden at komme i rampelyset. Dette til trods for dødvandet i Normandiet og det fejlslagne forsøg på at trænge forbi Antwerpen og dermed sikre at de tyske tropper forblev afskåret. 

## Efter krigen
I 1946 blev han udnævnt til øverstkommanderende for landstyrkerne i Mellemøsten.
Dempsey tog sin afsked fra hæren i juli 1947, men havde en række honorære poster herefter. Han blev også udpeget til bestyrelsesposter i lokale bryggerier. 
Miles Dempsey døde i Yattendon, Berkshire i 1969 i en alder af 72 år.